# 特里尼蒂島

63°45′S 60°44′W / 63.750°S 60.733°W
特里尼蒂島（英語：Trinity Island）是南極洲的島嶼，位於霍西森島以東37公里，屬於帕默群島的一部分，長24公里、寬10公里，島上無人居住，該島嶼受南極條約管治。